# Hull (Massachusetts)
Hull ist eine Kleinstadt im Plymouth County des Bundesstaats Massachusetts in den Vereinigten Staaten.
Das U.S. Census Bureau hat bei der Volkszählung 2020 eine Einwohnerzahl von 10.072 ermittelt.
Hull liegt auf einer Halbinsel am südlichen Rand des Boston Harbor. Hull ist flächenmäßig die kleinste Stadt im Plymouth County. Die Bevölkerungsdichte gehört jedoch zu den höchsten in Massachusetts.
Hull ist die Heimat des Nantasket Beach und war im Laufe der Jahre das Sommerdomizil mehrerer bekannter Persönlichkeiten, darunter Calvin Coolidge und Joseph P. Kennedy.

## Geschichte
Der Indianerstamm der Massachusett nannte das Gebiet Nantasket, was "an der Meerenge" oder "Ebbeplatz" bedeutet. Es handelt sich um eine Reihe von Inseln, die durch Sandbänke verbunden sind und die Nantasket-Halbinsel bilden, auf der die Kolonie Plymouth 1621 einen Handelsposten für den Handel mit den Wampanoags einrichtete. Die Stadt wurde 1622 erstmals besiedelt und 1644 offiziell gegründet, als sie nach Kingston upon Hull, England, benannt wurde. Roger Conant war in der Gegend, nachdem er die Kolonie Plymouth verlassen hatte und bevor er 1625 nach Cape Ann ging. Frühe Wirtschaftszweige waren Fischerei, Handel und die Bergung von Schiffswracks. Während des Unabhängigkeitskriegs überwachte General Benjamin Lincoln 1778 von hier aus die Evakuierung von Boston. 1776 wurde am Allerton Point ein Fort namens "Fort Independence" (der Name wurde 1797 auf das heutige Fort übertragen) gebaut, und 1901 wurde an gleicher Stelle Fort Revere errichtet. Im Jahr 1927 wurde Fort Duvall auf Hog Island (heute Spinnaker Island) fertiggestellt, das mit 16-Zoll-Geschützen bewaffnet war, den größten, die jemals von den Vereinigten Staaten aufgestellt wurden.
Hull gehörte ursprünglich zum Suffolk County, und als der südliche Teil des Countys 1793 als Norfolk County abgetrennt wurde, umfasste er die Städte Hull und Hingham. Im Jahr 1803 schieden diese Städte aus dem Norfolk County aus und wurden Teil des Plymouth County.
Die Lebensrettung war ein wichtiger Teil der Geschichte von Hull. Die Massachusetts Humane Society stellte nach der Amerikanischen Revolution eine ihrer ersten Schutzhütten am Nantasket Beach auf. Als sie ihre Bootshäuser für Rettungsboote erweiterte, stellte sie mehrere in Hull am Stoney Beach, am Nantasket Beach und bei Cohasset auf. Joshua James (1826–1902), Hulls berühmtester Lebensretter, wurde der erste Keeper der Pt. Allerton U.S. Life Saving Station, als diese 1889 eröffnet wurde. Man schätzt, dass James und seine Mannschaften, sowohl Freiwillige der Humane Society als auch U.S. Life-Savers, über 1000 Menschen aus Schiffswracks gerettet haben. Die genaue Zahl ist nicht bekannt, da die Aufzeichnungen der Massachusetts Humane Society im großen Bostoner Feuer von 1872 verloren gingen. Das Hull Lifesaving Museum befindet sich heute in der 1889 errichteten Pt. Allerton Life Saving Station, während das Maritime Programm des Museums im alten Bootshaus der Küstenwache am Pemberton Point untergebracht ist. Die neue U.S. Coast Guard Station Point Allerton wurde 1969 am Rande von Hull Village nahe Pemberton Point eröffnet.

## Demografie
Laut einer Schätzung von 2019 leben in Hull 10.475 Menschen. Die Bevölkerung teilt sich im selben Jahr auf in 96,1 % Weiße, 0,5 % Afroamerikaner, 0,1 % amerikanische Ureinwohner, 1,0 % Asiaten und 2,0 % mit zwei oder mehr Ethnizitäten. Hispanics oder Latinos aller Ethnien machten 1,7 % der Bevölkerung aus. Das mittlere Haushaltseinkommen lag bei 88.476 US-Dollar und die Armutsquote bei 4,8 %.

## Persönlichkeiten
- Joshua James (1826–1902), Seenotretter
- Joseph P. Kennedy junior (1915–1944), Pilot, Bruder von John F. Kennedy